# Schizophyllum cervinum
Schizophyllum cervinum är en mångfotingart som beskrevs av Karl Wilhelm Verhoeff 1910. Schizophyllum cervinum ingår i släktet Schizophyllum och familjen kejsardubbelfotingar. Inga underarter finns listade i Catalogue of Life.